# إبراهيم العموري
إبراهيم أحمد العموري (أبو جاسر؛ وُلد في أكتوبر 1910 في طولكرم – اغتيل في 9 نوفمبر 1938 في طولكرم)، قائد عسكري فلسطيني، يُعد أحد أبرز قادة الثورة الفلسطينية الكبرى عام 1936 ضد الانتداب البريطاني، وهو مؤسس وقائد "فصيل الزلزال" العسكري في الثورة، وأحد أعلام فلسطين.

## سيرته
وُلد إبراهيم أحمد العموري في مدينة طولكرم الفلسطينية في أكتوبر 1910، وهو من حمولة "عودة" في المدينة.
التحق العموري عام 1936 في الثورة الفلسطينية الكبرى تحت قيادة قائدها العسكري العام عبد الرحيم الحاج محمد، فشارك بالهجوم على عدة مستوطنات يهودية، واشترك في معارك ضد القوات البريطانية.
تولى مهمة اغتيال الضابط العسكري البريطاني "فالبروك" حيث أطلق الرصاص عليه في "مقهى الكرمول" وسط مدينة طولكرم ولكن الضابط أصيب ولم يُقتل، فأعلنت السلطات البريطانية عن جائزة مالية تبلغ قيمتها 500 جنيهًا لمن يبلغ عن مكان تواجد العموري.
اشترك في معارك جبل المنطار في طولكرم، ثم بعثته قيادة الثورة الفلسطينية لدورة عسكرية تدريبية لمدة شهرين في دمشق، فعاد بعدها إلى طولكرم مصطحبًا مدربين عسكريين سوريين وعراقيين، وأسس وقاد "فصيل الزلزال" العسكري ضمن الثورة، وضم للفصيل المدربين العسكريين والثوار الفلسطينيين من أصحاب الخبرة العسكرية.
أصيب في اشتباك مع القوات البريطانية قرب منعطف بلعا في طولكرم، فعولج في البداية على يد الطبيب الفلسطيني "فؤاد دعدس" في طولكرم، ثم نُقل إلى قرية سلمة قرب يافا حيث عولج هناك في عيادة الطبيب الفلسطيني "حمدي التاجي الفاروقي"، وخلال تلك الفترة فقد قامت عائلته بإطلاق إشاعة مفادها أنه متواجد في دمشق لتمويه السلطات البريطانية.
عاد العموري بعد شفائه لمواصلة مهامه العسكرية في الثورة الفلسطينية، فنصب كمينًا لقوة عسكرية بريطانية قرب بلعا في طولكرم، وقُتل في هذا الكمين خمسة من الجنود البريطانيين، الأمر الذي دفع بالسلطات البريطانية لنسف منزله في مدينة طولكرم بالمتفجرات، وبعد أسبوع من هدم منزله فقد بعث الزعيم الفلسطيني أمين الحسيني الأموال اللازمة لبناء المنزل من جديد.

## حياته الشخصية
إبراهيم العموري متزوج، وله عدة أبناء منهم: الشاعر الفلسطيني جاسر العموري، والقائد السياسي الفلسطيني "محمد جهاد" العموري.

## اغتياله
اغتالت القوات البريطانية إبراهيم العموري في طولكرم بتاريخ 9 نوفمبر 1938 في منتصف شهر رمضان، حيث جرت محاصرته في مبنى كان من المقرر أن يجري فيه اجتماع لكبار قادة الثورة الفلسطينية، فقُتِل العموري برفقة عددٍ من مساعديه العسكريين والثوار الفلسطينيين بلغ مجموعهم حوالي 20 قتيلًا فلسطينيًا.
عقب اغتيال العموري، استولت السلطات البريطانية على جثته ورفضت تسليمها لأهله ونقلتها إلى مركز الشرطة بالمدينة، ثم قامت السلطات بنقل الجثة إلى معسكر بيت ليد ودفنها هناك، وبعد حوالي أسبوع فقد تسلل فلسطينيون إلى المعسكر ونقلوا الجثة إلى مدينة طولكرم حيث دفنت في صحن منزل والده بالمدينة.

## مسجد العموري
في مطلع الثمانينيات، أقيم في ذات مكان دفن إبراهيم العموري في مدينة طولكرم مسجدًا يحمل اسمه وذلك تخليدًا له.

## وصلات خارجية
- عن قائد فصيل الزلزال إبراهيم العموري على يوتيوب.